# Bombardeo del Palacio de la Independencia de Vietnam del Sur de 1962

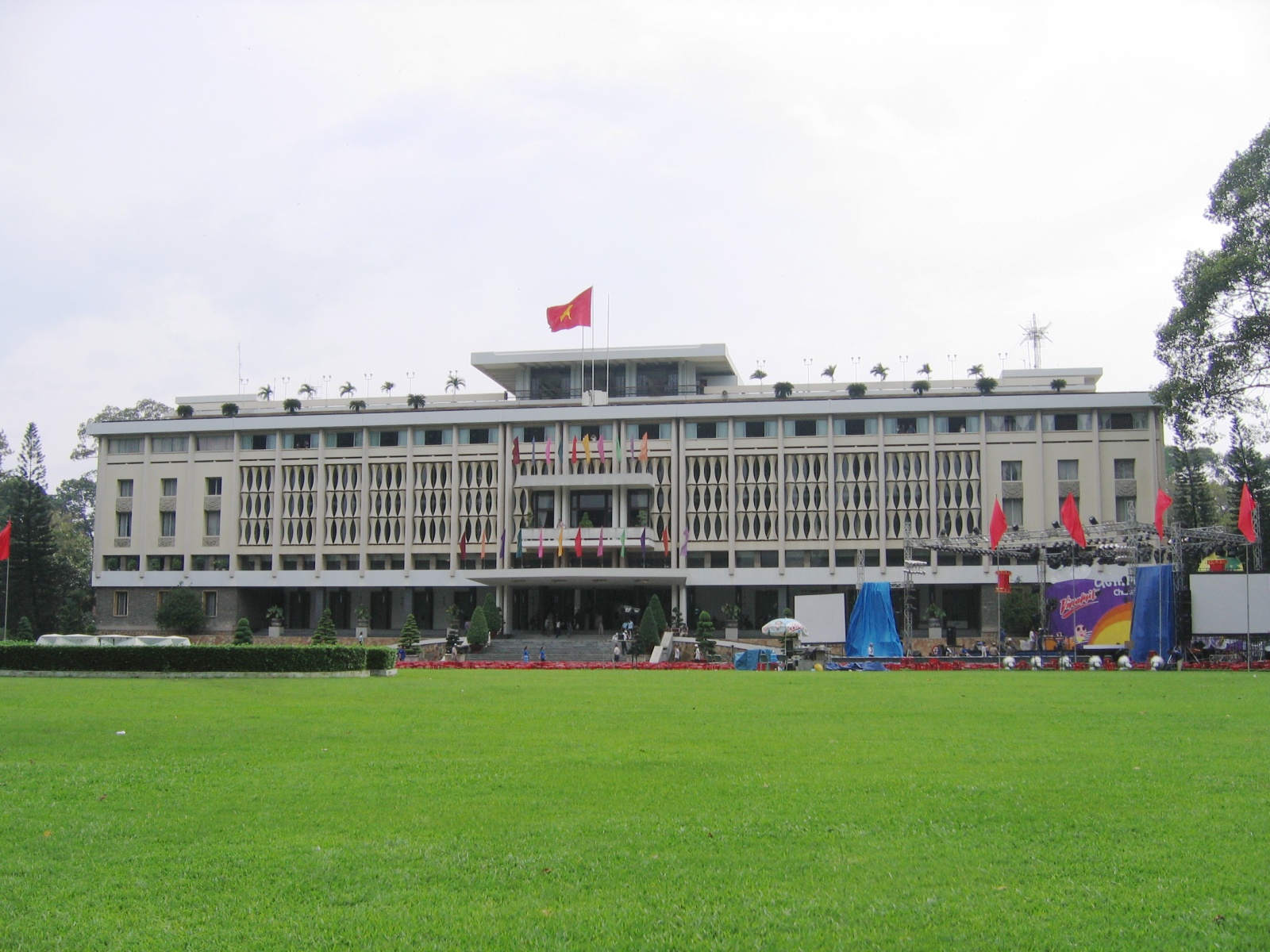
El Palacio de la Reunificación, en la actualidad y tras su reconstrucción.

El bombardeo del Palacio de la Independencia de Vietnam del Sur de 1962 en Saigón fue un ataque aéreo efectuado el 27 de febrero de 1962 por dos pilotos disidentes de la Fuerza Aérea de Vietnam del Sur llamados Nguyễn Văn Cử y Phạm Phú Quốc. Ambos atacaron el Palacio de la Independencia, la residencia oficial del Presidente del país, Ngô Đình Diệm, con el objetivo de acabar con él y su familia inmediata, que además eran sus asesores políticos.
Los dos pilotos declararon más tarde que su intento de asesinato fue una respuesta al régimen autocrático de Diem, que se centró más en permanecer en el poder que en enfrentarse al Vietcong. Cu y Quoc esperaban que su ataque demostrase la vulnerabilidad de Diem y provocase un levantamiento general, que no llegó a materializarse. Una de las bombas llegó a penetrar en una de las habitaciones del ala oeste, donde Diem estaba leyendo, pero no llegó a detonar; ello llevó al presidente a afirmar que tenía «protección divina». Con la excepción de la cuñada de Diem, Ngo Dinh Nhu, que resultó con heridas leves, el resto de la familia Ngo salió indemne. Sin embargo, tres funcionarios de palacio murieron y otros treinta resultaron heridos. Después, Cu logró escapar a Camboya, pero Quoc fue detenido y encarcelado.
A raíz del ataque, la actitud de Diem se volvió hostil hacia la presencia estadounidense en Vietnam del Sur. Diem alegó que los medios de comunicación de los Estados Unidos estaban tratando de derribarlo, y restringió aún más la libertad de prensa y de asociación política. Los medios de comunicación especularon que los Estados Unidos utilizaron el incidente para justificar su despliegue de tropas en Vietnam del Sur, aunque su actitud fue más bien de prudencia. A nivel nacional, el incidente fue reportado como incremento del complot contra Diem por parte de sus oficiales.

## Planificación

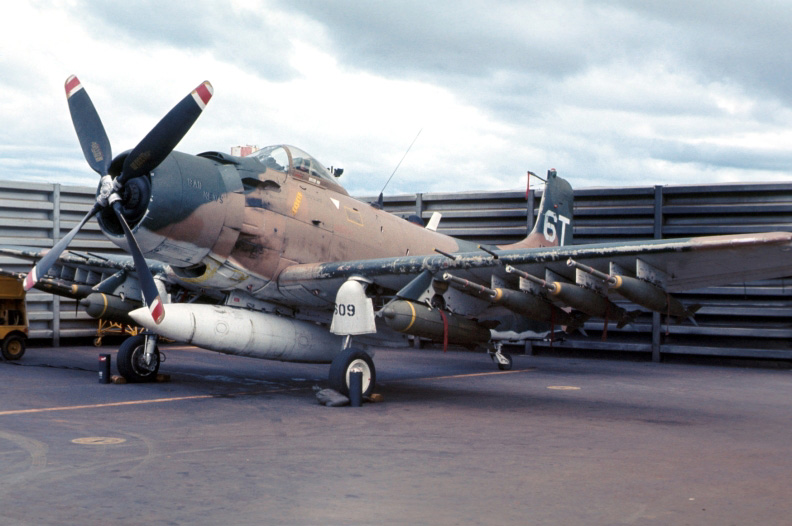
Un A-1 Skyraider, modelo similar al avión empleado para el ataque.

Cu era el segundo hijo de Nguyen Van Luc, líder del Viet Nam Quoc Dan Dang (VNQDD), en vietnamita Partido Nacionalista Vietnamita, un partido nacionalista que se oponía al régimen de Diem. Anteriormente, Diem había encarcelado brevemente a Luc por participar en «actividades antigubernamentales». El VNQDD había previsto que, además de Cu y Quoc, otro piloto de la misma escuadra, atacase también el Palacio de la Independencia el 27 de febrero. Irónicamente, Quoc había sido recientemente elogiado en persona por Diem por su conducta en combate. Cu reclutó a Quoc convenciéndole de que tanto el Ejército de la República de Vietnam como los Estados Unidos eran conscientes del complot, mostrándole un artículo crítico de Diem en Newsweek como «prueba». Años después del ataque, Cu justificó el maltrato de Diem a los partidos de la oposición como la motivación para su ataque. Creía que Diem daba prioridad a su permanencia en el poder sobre la lucha contra el Vietcong y que, durante seis años, a Cu se le había negado la promoción por la obsesión de Diem con obstaculizar a sus opositores políticos. Cu criticó al gobierno estadounidense por su apoyo a Diem, que a su juicio había abandonado el esfuerzo en la guerra, diciendo que «los estadounidenses nos habían cerrado la puerta a aquellos que realmente queríamos luchar contra los comunistas».

## El ataque

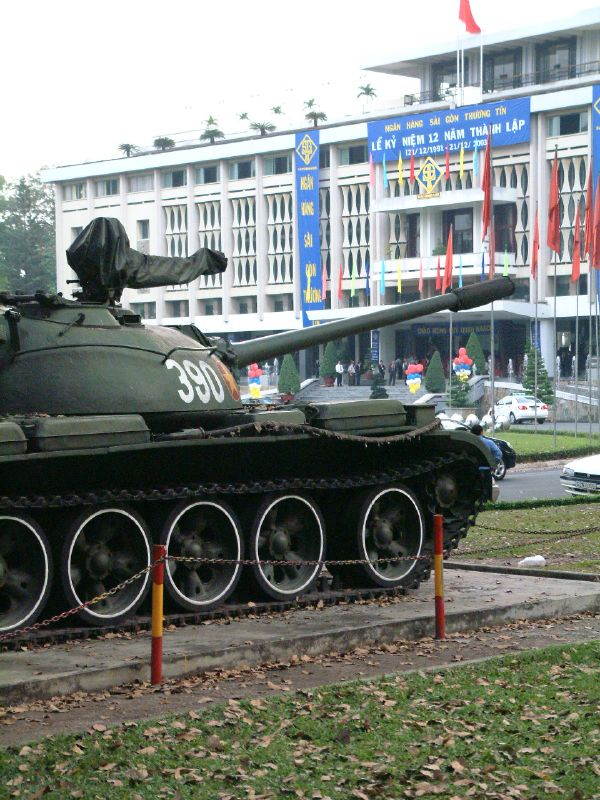
Uno de los tanques que derribó las puertas del Palacio presidencial de Vietnam del Sur, símbolo de la victoria del comunismo sobre los estadounidenses, conservado como un icono junto al palacio.

Quoc y Cu, que fueron capacitados en Francia y los Estados Unidos, respectivamente, recibieron órdenes de volar de Saigón al delta del Mekong temprano por la mañana, en una misión contra el Vietcong. En lugar de proceder como se les ordenó, cambiaron el rumbo para atacar el Palacio de la Independencia, la residencia oficial presidencial. En torno a las 07:00 horas, el palacio francés de la época colonial quedó envuelto en llamas tras el ataque de Quoc y Cu con aviones monoplazas estadounidenses Douglas A-1 Skyraider, llevado a cabo con bombas y napalm, antes de barrer el complejo presidencial con cohetes y fuego de ametralladora. El dúo continuó el ataque durante treinta minutos antes de que unidades leales al presidente lanzasen un contraataque. Aprovechando el mal tiempo y un cielo cubierto de nubes bajas, los dos pilotos volaron en círculo sobre el palacio a una altura de unos 150 metros, ocultándose entre las nubes para volver a atacar. El bombardeo cogió desprevenida a la guarnición de Saigón que, en la confusión, no pudo determinar si los aviones estaban actuando solos o con fuerzas de tierra. Tanques y vehículos blindados leales a Diem se apresuraron a iniciar la defensa, y las baterías antiaéreas abrieron fuego, poniendo en peligro los aviones seguidores del régimen llegados de Bien Hoa para combatir a los dos aviones rebeldes. Dos tanques y numerosos Jeeps armados con ametralladoras patrullaron las humeantes calles como medida de precaución.
La primera bomba, de 230 kg (500 libras) de peso, penetró en una habitación del ala oeste, donde Diem se encontraba leyendo una biografía de George Washington. La bomba no detonó, lo que permitió a Diem buscar refugio en una bodega en el ala oriental. Allí se unió a su hermano mayor, el arzobispo Ngo Dinh Thuc, su hermano menor Ngo Dinh Nhu, la esposa de éste -que sufrió una fractura en un brazo mientras corría hacia la bodega- y los hijos de ambos. En otras zonas del palacio, tres sirvientes y guardias resultaron muertos, y cerca de treinta funcionarios más resultaron heridos. A pesar de la confusión, la mayoría de los habitantes de la ciudad continuaron su vida habitual, indiferentes ante el caos. El ataque duró treinta minutos y, aunque transportaban suficientes bombas para destruir el palacio, los pilotos no utilizaron todas sus municiones. En su huida, la aeronave de Quoc fue alcanzada por proyectiles de un dragaminas, lo que le obligó a saltar sobre el río Saigón, y alcanzar tierra en el suburbio de Nha Be. Después de su detención por una patrulla naval cercana, preguntó «¿He matado a ese puerco?». Cu creyó que el ataque había sido un éxito y logró huir hacia Camboya. Al comentar sobre las habilidades de los atacantes, un oficial de la Fuerza Aérea de los Estados Unidos opinó que «con ese clima, hicieron un trabajo excelente».
Como consecuencia del ataque, casi todo el ala izquierda del edificio fue destruida. Considerando que era casi imposible su reparación, Diem ordenó su demolición y reconstrucción en el mismo lugar, no siendo reinaugurado hasta 1966.

## Consecuencias
En un breve discurso por radio después de restablecido el orden, Diem descalificó el ataque como un «acto aislado» y atribuyó su salvación a «la protección divina». Visitó a los soldados heridos en los ataques, y también prometió a los compañeros de los pilotos rebeldes que no sufrirían represalias por el atentado. El presidente de los Estados Unidos John F. Kennedy de inmediato envió un mensaje, denunciando el ataque como un «acto cruel y destructivo», y expresó su alivio de que Diem se encontrase «a salvo y sin daños». El embajador de EE. UU. Frederick Nolting, determinó que el ataque había sido el resultado de «dos casos aislados» y opinó que el incidente no representaba una insatisfacción generalizada con el régimen. La ausencia de una reacción del Vietcong llevó a Nolting a etiquetar el atentado como un «intento de asesinato anticomunista de alcance limitado». En la Asamblea Nacional, el órgano legislativo de Diem instó al presidente a «tomar medidas drásticas contra elementos irresponsables». El General Duong Van Minh, consejero militar del Presidente, atribuyó el asalto a «pilotos descontentos», y señaló que no se habían producido movimientos de tropas hostiles. La Guardia Nacional se había mantenido leal y su comandante ordenó a sus fuerzas aerotransportadas la toma de la Base Aérea de Tan Son Nhut. Quoc fue encarcelado por su acción, mientras que Cu se mantuvo en el exilio en Camboya, donde trabajó como profesor de idiomas. Tras el arresto y asesinato de Ngô Đình Diệm, en noviembre de 1963, Quoc fue puesto en libertad y Cu regresó del exilio, y ambos reanudaron su servicio en las fuerzas aéreas.

### Reacción de Diem

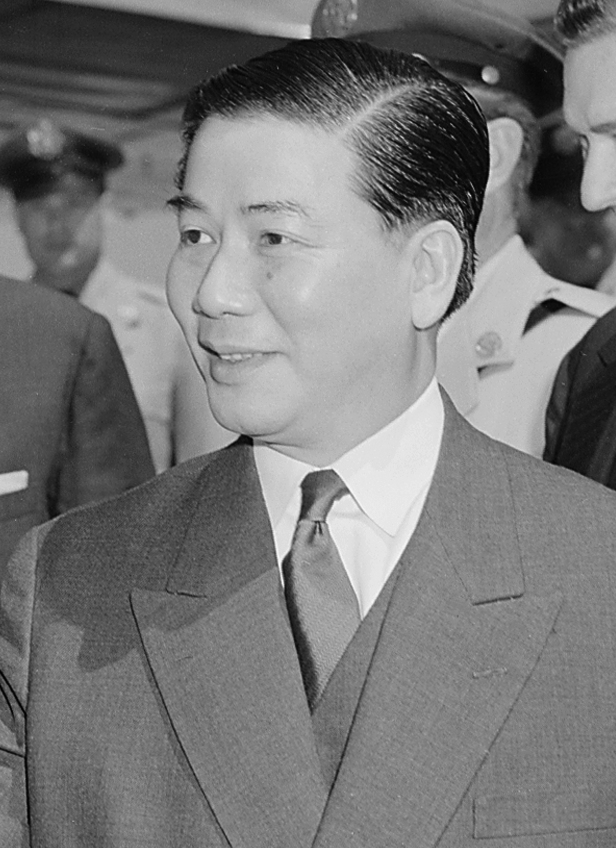
Ngô Đình Diệm.

Durante la primera reunión de Nolting con Diem tras el intento de asesinato, el presidente afirmó rotundamente que los medios de comunicación eran los responsables del ataque. Señaló el artículo de la revista Newsweek y otros «artículos despectivos en la prensa» para justificar su afirmación de que «los estadounidenses estaban apoyando la revolución». Diem declaró que, aunque algunos periodistas interpretaron los bombardeos como una llamada de atención, él lo vio como «una advertencia para ellos del peligro de su irresponsabilidad [fomentando el desorden]».
En una reunión posterior con el general Paul D. Harkins, jefe de la misión militar de los EE. UU. en Vietnam, Diem bromeó (refiriéndose a Nguyễn Văn Cử): «Yo no le habría enrolado en la fuerza aérea; metí a su padre en la cárcel hace unos años». Diem llegó a predecir que «en algún momento voy a recibir un disparo por la espalda. Algún día lo van a conseguir». Así fue, cuando fue asesinado tras el exitoso golpe de Estado de 1963. Diem respondió a la tentativa de asesinato con la represión de disidentes políticos y un control de la prensa aún más estricto. Un funcionario admitió, off the record, que «ni siquiera podíamos hablar de la libertad de prensa o pedir otras libertades [...] Diem se había rodeado por completo de una oligarquía protectora». Su hermano Nhu justificó las restricciones a la oposición, señalando que «aquí siempre habrá oposición. Si admitimos a esta gente, surgirá mayor oposición, porque son gente polémica». La esposa de éste añadió «cuando abres una ventana es para que entren la luz y el aire, no las balas. Queremos libertad, pero no ser atacados por ello».

### Reacción de los Estados Unidos

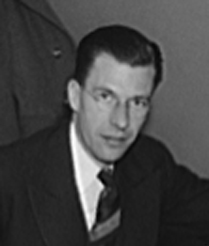
Tras el ataque, John K. Galbraith, desaconsejó a Kennedy el despliegue de tropas de combate.

El ataque generó la especulación de que los EE. UU. responderían mediante el despliegue de tropas en Vietnam del Sur. En ese momento, el personal militar de EE. UU. oficialmente sólo llevaba a cabo tareas de asesoramiento. En su respuesta a los medios de comunicación acerca de la estabilidad del gobierno de Diem, el Secretario de Estado de los Estados Unidos, Dean Rusk, negó que su gobierno tuviera planes para desplegar fuerzas de combate. Asimismo, descartó las negociaciones con el Vietcong, del que dijo: «la raíz del problema son las violaciones de los comunistas de los Acuerdos de Ginebra». El embajador de los Estados Unidos en la India, John Kenneth Galbraith, aconsejó a Kennedy contra el despliegue de tropas de combate, por considerar que daría lugar a un sinfín de solicitudes de más tropas por parte de los survietnamitas. Galbraith previno que una pérdida de recursos de EE. UU. en las selvas de Vietnam sería caer en el juego de la Unión Soviética. De acuerdo con un observador norteamericano, el bombardeo del palacio provocó la «máxima escalada de la conspiración contra Diem». Galbraith también señaló que «cuando el hombre en el poder está en caída libre, cualquier cosa es mejor», y consideró que cualquier cambio en el liderazgo del Sur vietnamita aportaría una mejora.